# Bertel Broman
	Bertel Axel Hjalmar Broman (ur. 21 sierpnia 1889 w Helsinkach, zm. 11 maja 1952 w Helsinkach) – fiński żeglarz sportowy, medalista olimpijski.
Podczas letnich igrzysk olimpijskich w Amsterdamie (1928) zdobył brązowy medal w żeglarskiej klasie jole 12-stopowe.